# Осада Байонны (1814)
Осада Байонны, которая происходила с 27 февраля до 5 мая 1814 года, была последней фазой вторжения в юго-западную Францию армии маркиза (будущего герцога) Веллингтона. Осада была часть Пиренейских войн, являющихся частью Наполеоновских войн. Она закончилась сдачей французами города после отречения императора.

## Предыстория
В конце 1813 года французская армия Испании по приказу маршала Сульта отступила на французскую сторону Пиренеев. Маршал сначала предпринял попытку наступления в Наварре и Стране Басков, чтобы попытаться разблокировать гарнизон Сан-Себастьяна. Столкнувшись с провалом этих попыток и изменением баланса сил не в свою пользу, Сульт попытался противостоять англо-испанскому наступлению. 8 октября Веллингтон пересёк Бидасоа, а затем 10 ноября Нивель. Контрнаступление 13 декабря 1813 года при Сен-Пьер-д’Ирубе на склонах возле Мугера во время битвы при Ниве, в котором Сульт пытался уничтожить изолированное войско генерала Роланда Хилла, провалилось. После небольшого периода статус кво в январе 1814 года Веллингтон возобновил наступление и заставил Сульта сосредоточиться на Ортезе и открыть подход к Байонне.

## Силы сторон
На протяжении всей кампании англо-испанская армия получала многочисленные подкрепления, которые позволяли ей компенсировать свои потери. И напротив, французской армии регулярно приходилось отправлять войска для действий сначала в Германии, а затем в восточной Франции.
У французской армии также были серьёзные проблемы с поставками припасов, как из-за погоды, которая затрудняла прохождение конвоев, так и из-за морального духа мирного населения, которое не желало подчиняться реквизициям.
На протяжении кампании вдобавок к укреплениям времён Вобана и цитадели Байонны Сульт построил к югу от города два укреплённых лагеря.

## Ход осады

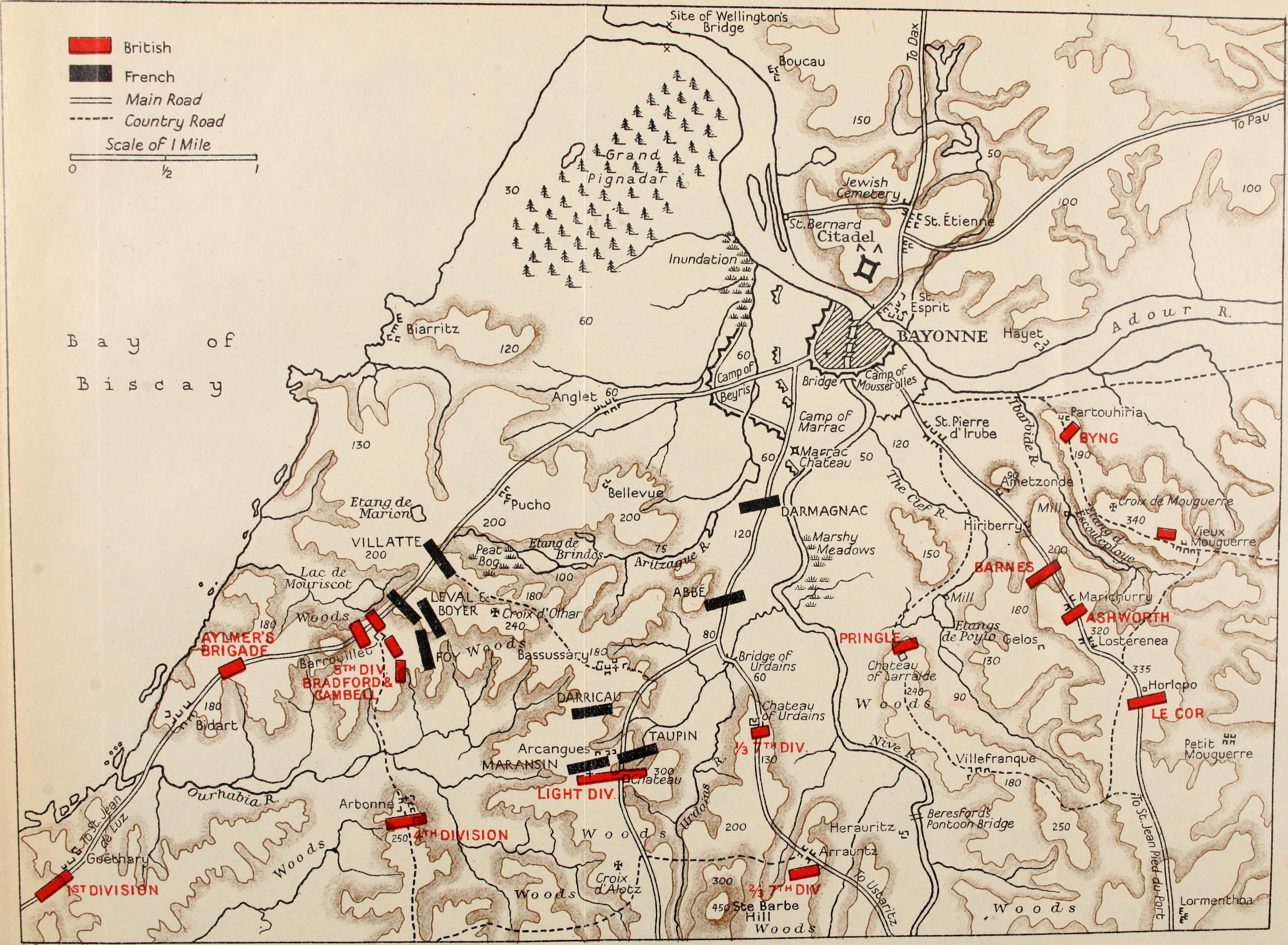
План осады. Чарльз Оман «A history of the Peninsular War», Оксфорд, 1902)

### Начало осады
19 февраля 1814 года Веллингтон находится в Сен-Жан-де-Люз, планируя осаду Байонны. Плохая погода задержала выполнение его планов, и главнокомандующий ушёл только 23-го, когда в устье Адура был установлен понтонный мост. 27-го город был полностью окружён, и боевые действия прекратились.

### Бой при Байонне
Хотя осада Байонны была в значительной степени иллюзорной (французские и британские солдаты братались и обменивались подарками и письмами), боевые действия 14 апреля включали в себя тяжёлые рукопашные бои. В этот день генерал Мокомбль устроил вылазку во главе отряда в 5,4 тыс. солдат. Он застал британцев врасплох и смог захватить генерала Джона Хоупа и убить генерала Эндрю Хэя, но был вынужден отступить. Сражение вывело из строя чуть менее тысячи солдат с обеих сторон.

### Капитуляция
12 апреля Тувёно получил известие об отречении Наполеона. Поначалу он отказался сдаться и даже устроил вылазку 14 апреля. Лишь 27 апреля он согласился начать обсуждение перемирия, когда к нему пришёл приказ, подписанный маршалом Сультом. 5 мая 1814 года блокада была окончательно снята.

## Память
В Байонне есть несколько мест, напоминающих о последней битве Пиренейских войн:
- Улица 14 апреля 1814 года (фр. Avenue du 14 avril 1814). Проходит между еврейским кладбищем и церковью, а также кладбищем Сент-Этьен, и была центром битвы 14 апреля 1814 года.

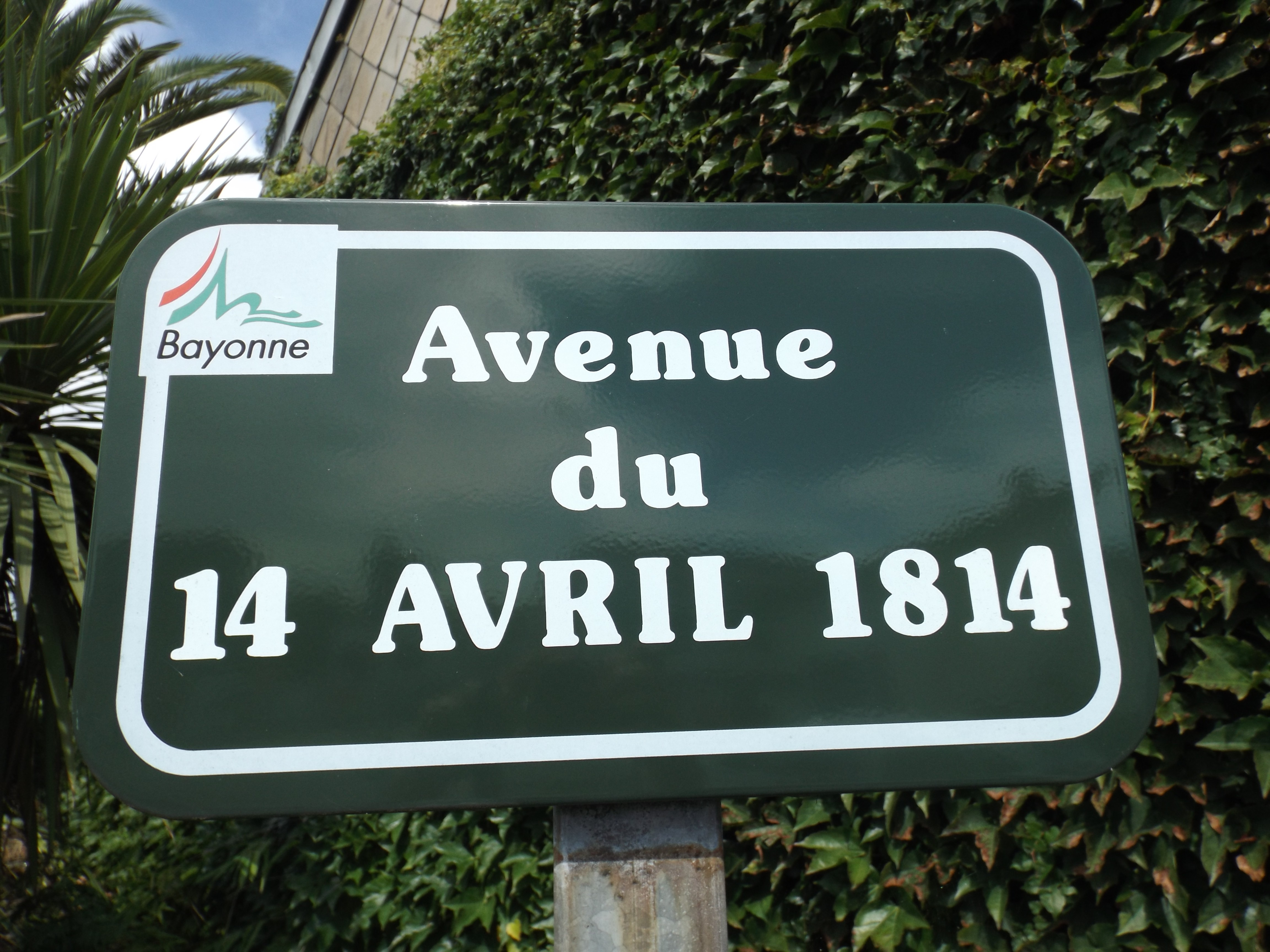

- Памятник французским солдатам, погибшим во время осады, установленный в 1907 году. Скульптор Жак Фроман-Мёрис.

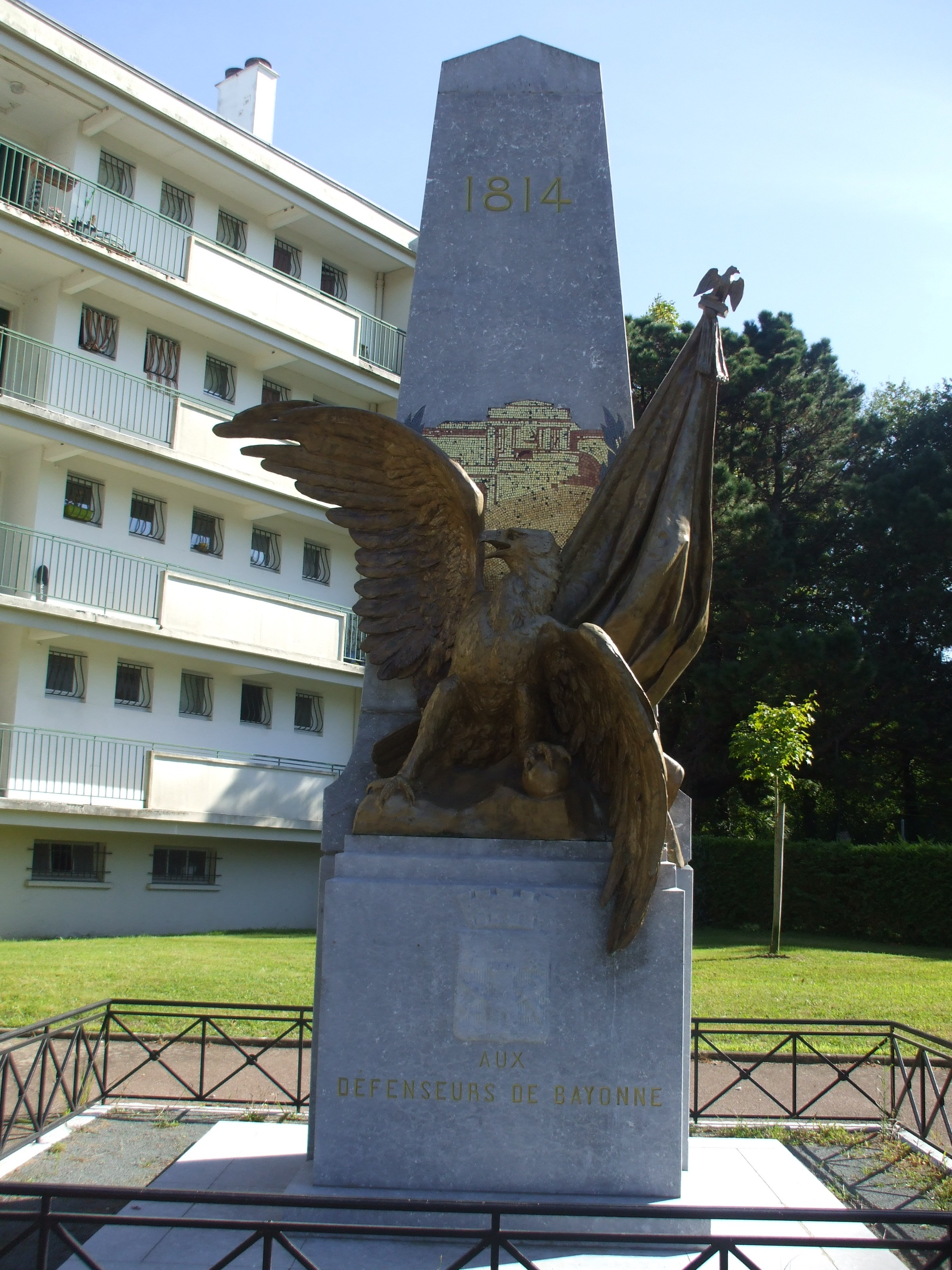
Вид памятника с проспекта Грене
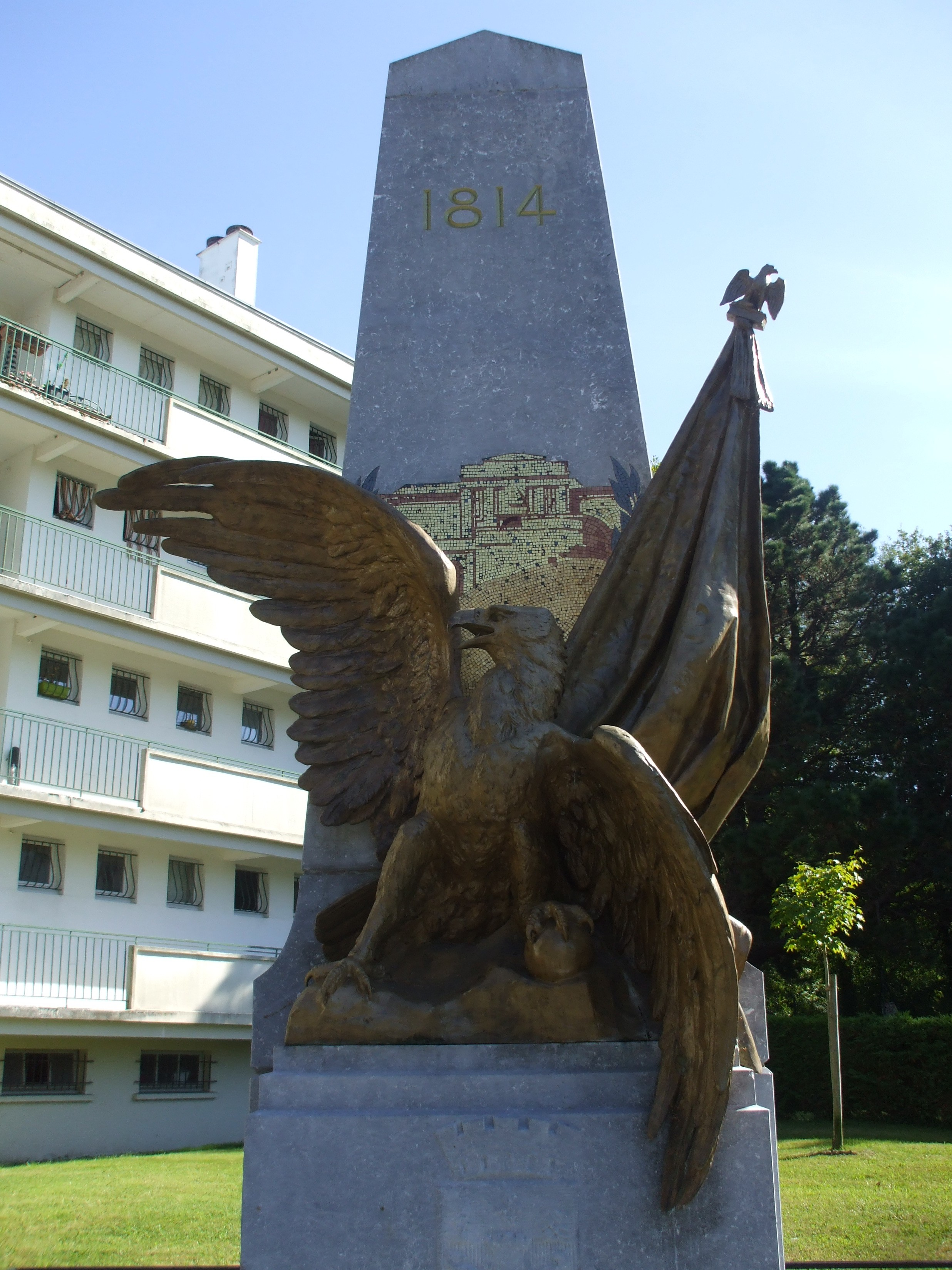
Орёл и мозаика
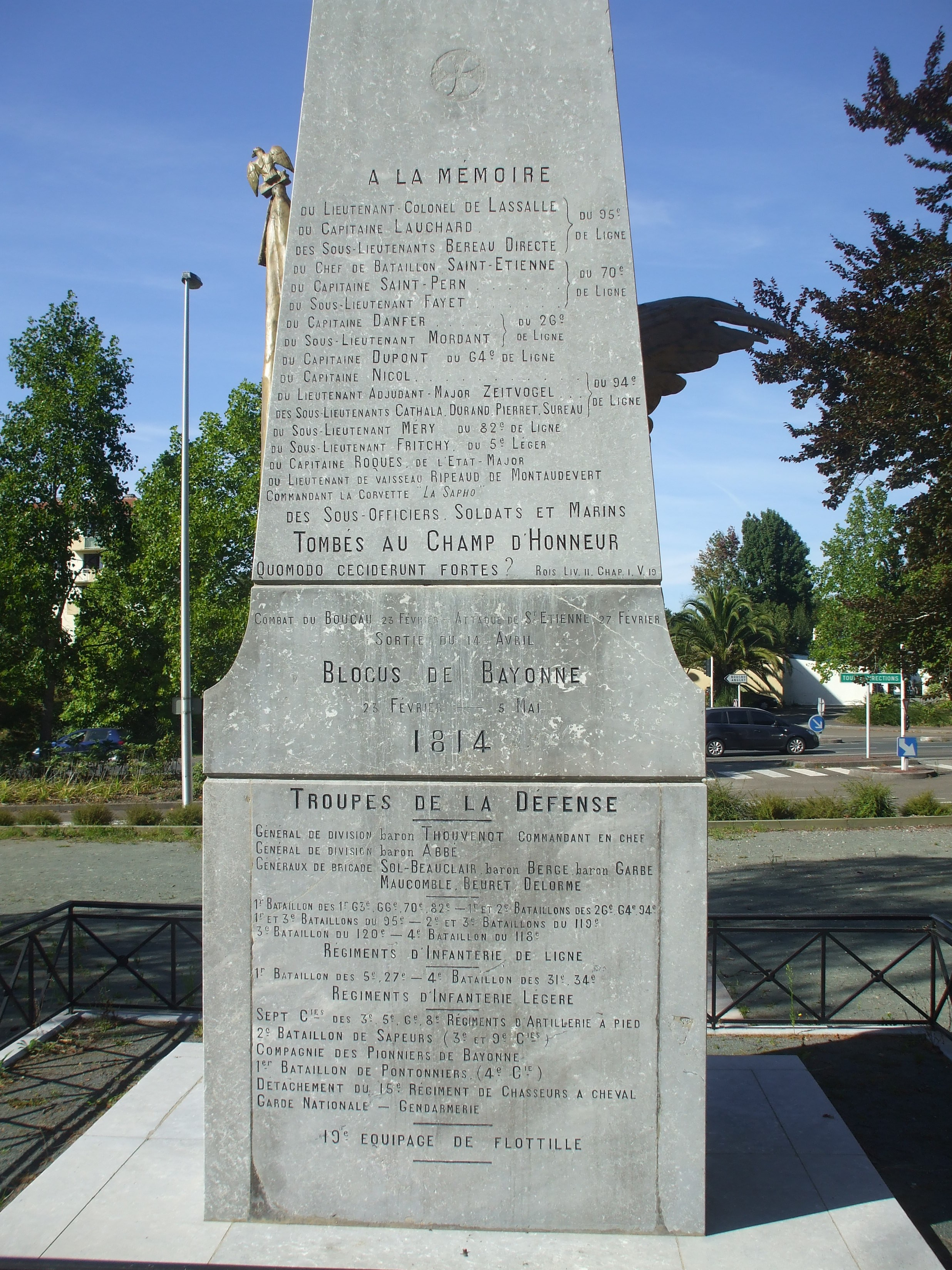
Надписи на обороте со стороны проспекта Де-Латр-де-Тассиньи
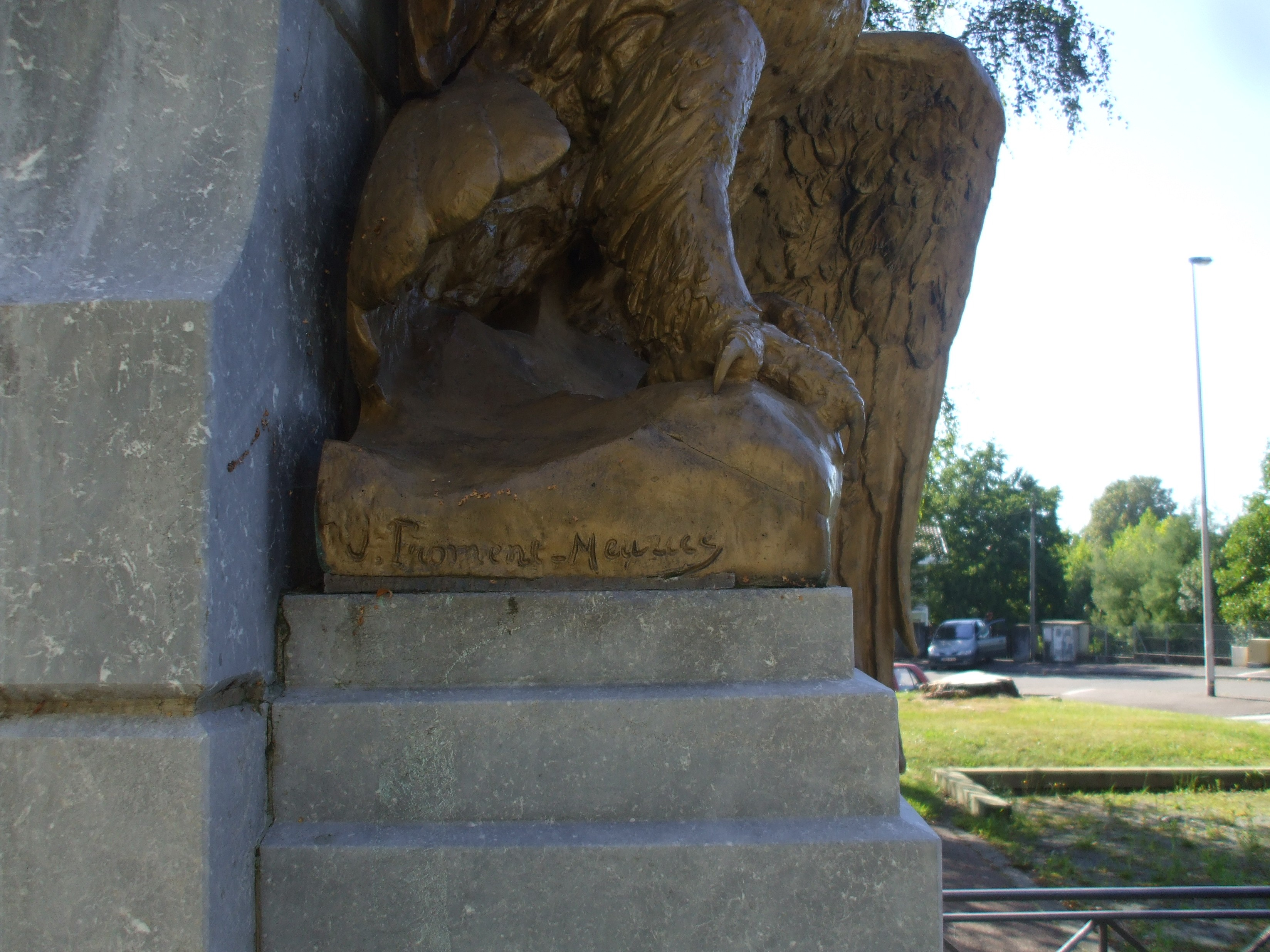
Подпись Жака Фромана-Мёриса на бронзовом основании

- Кладбище Колдстримской гвардии, где похоронены британские солдаты; там же установлено надгробие генерал-майора Хэя, перенесённое из церкви Сент-Этьен в Байонне[11]. Мемориальная доска указывает, что 20 марта 1889 года это кладбище посетила королева Виктория с принцессой Беатрисой. Другая мемориальная доска указывает, что 20 марта 1909 года его посетил король Эдуард VII.

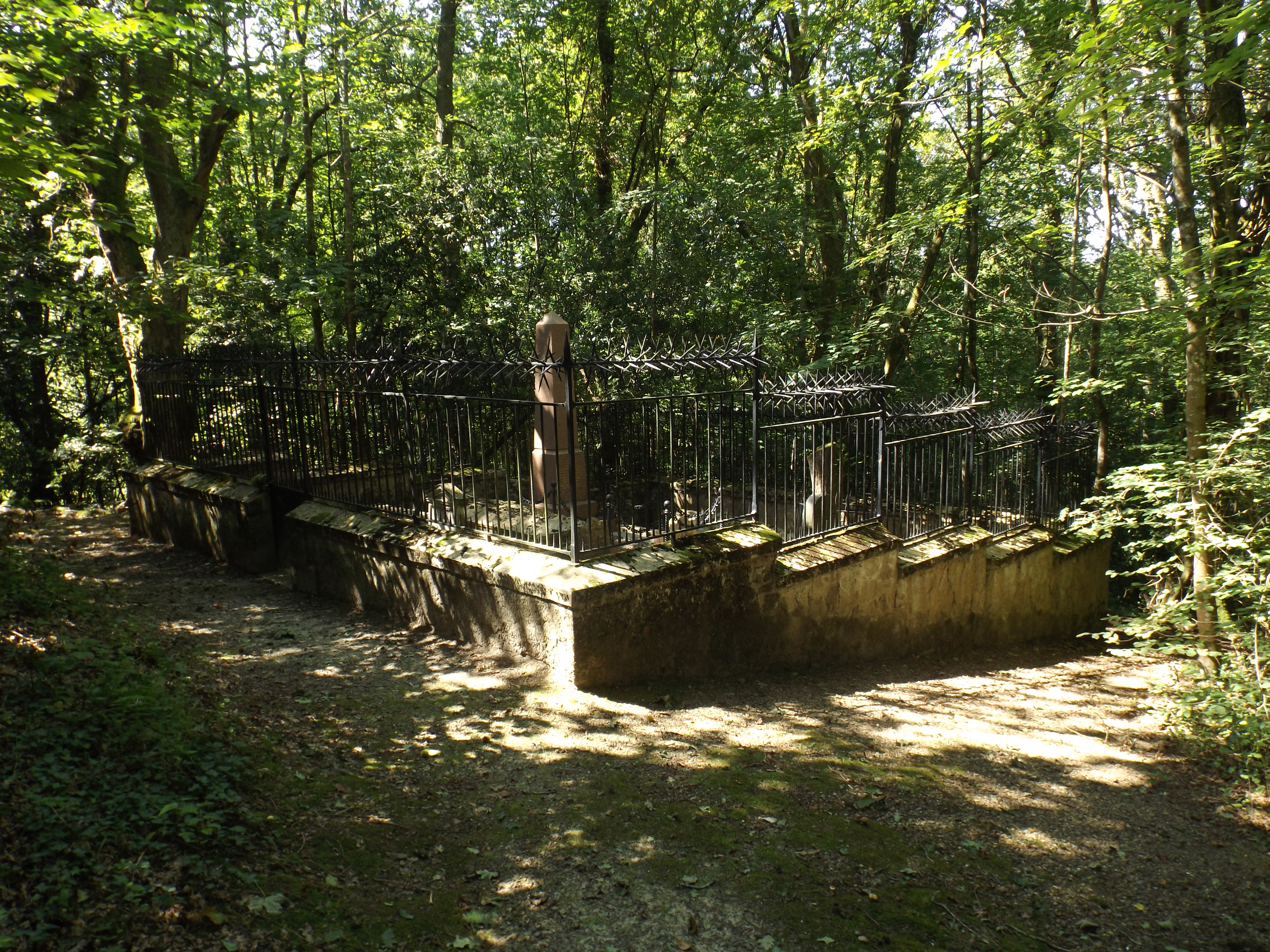
Вид кладбища
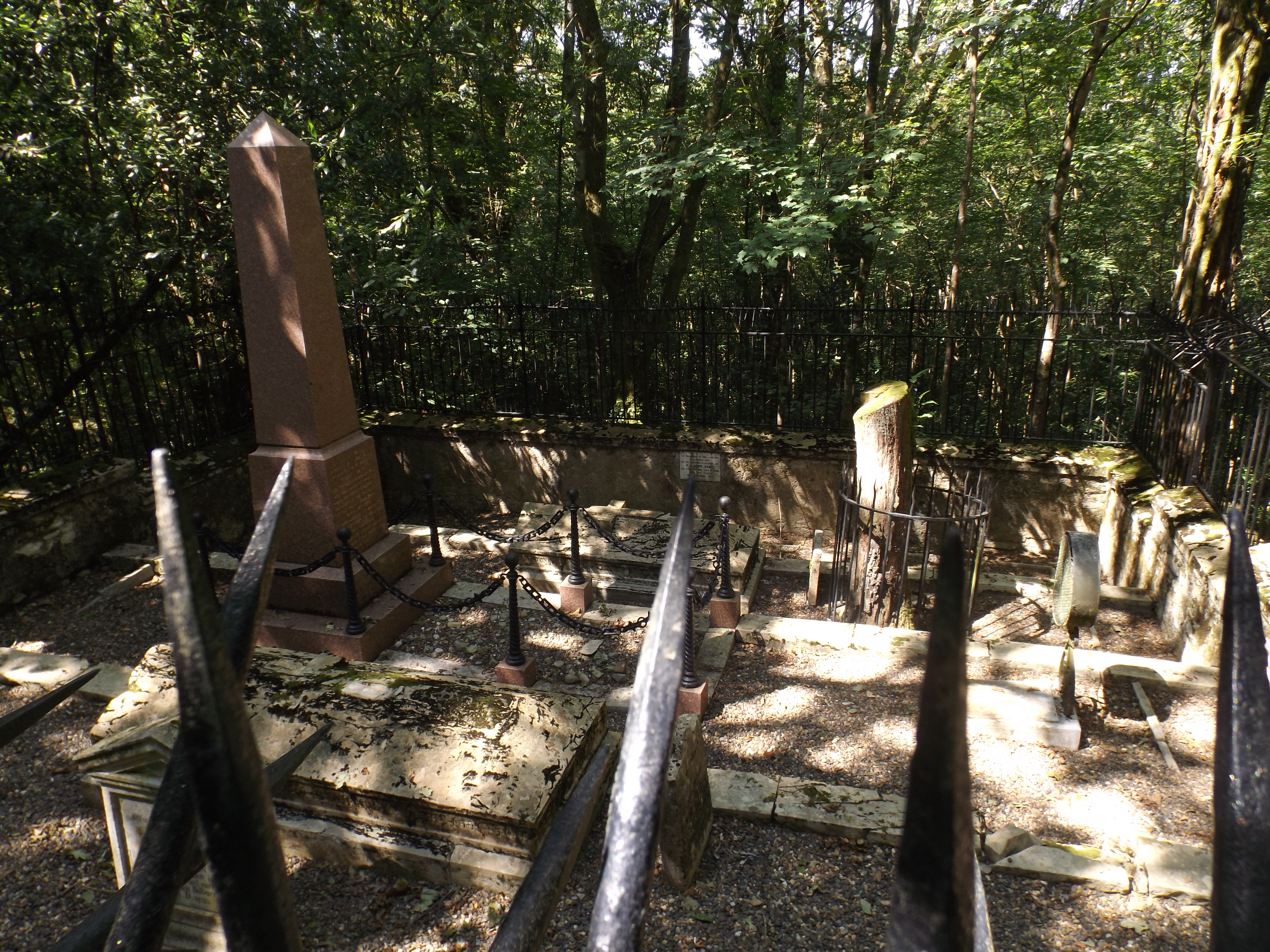
Три гробницы, обелиск и дуб
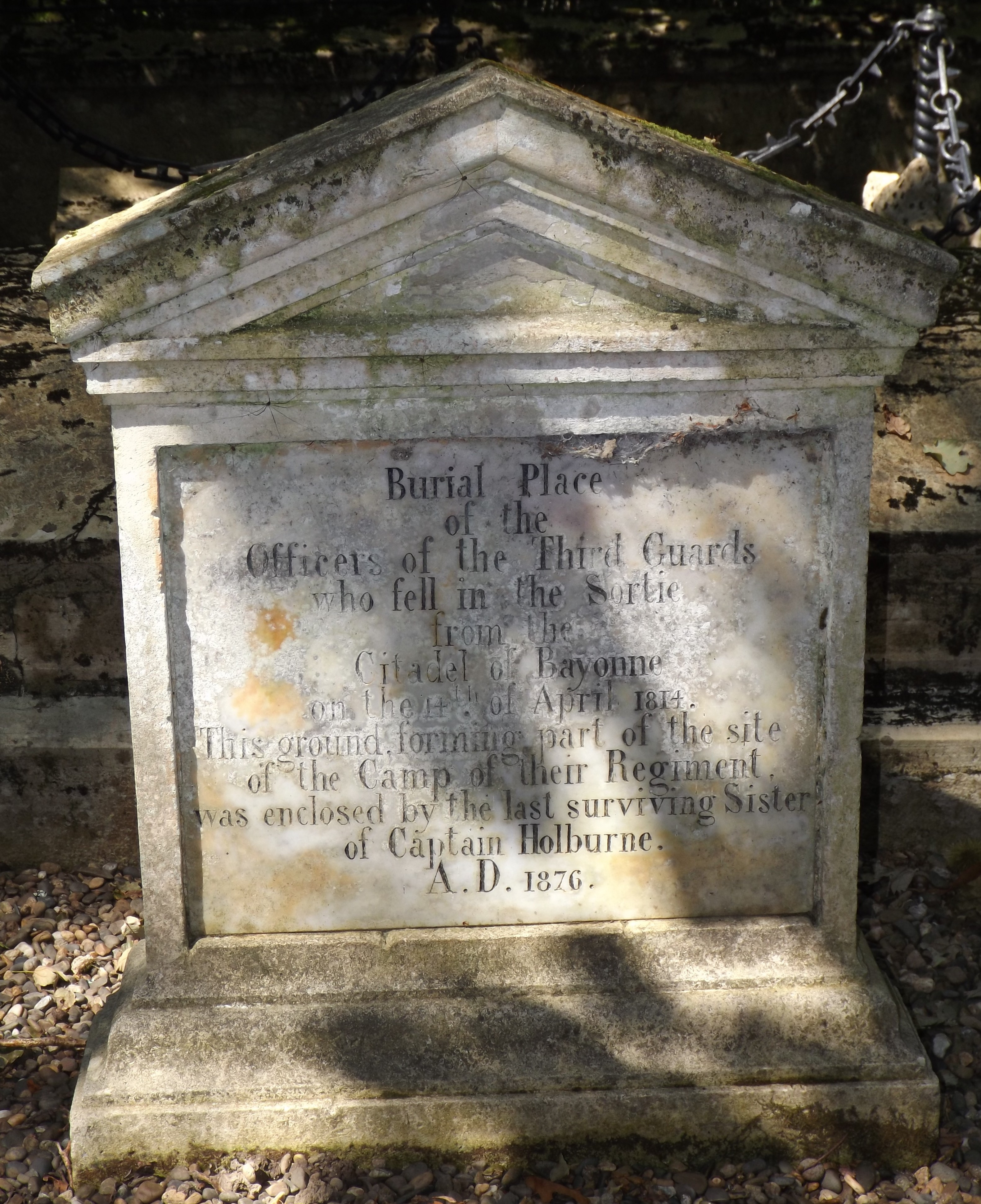
Стела
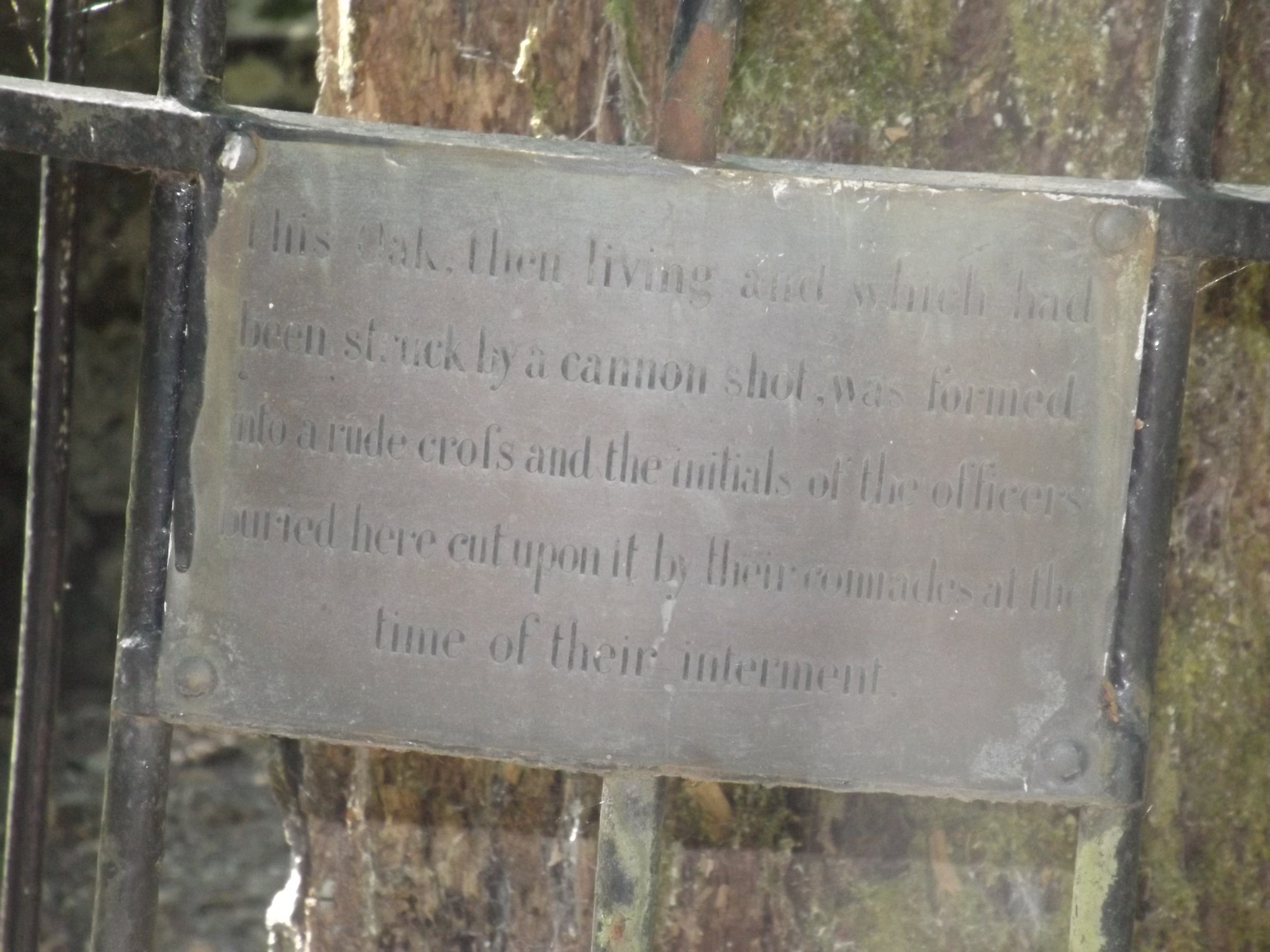
Надпись на дубе
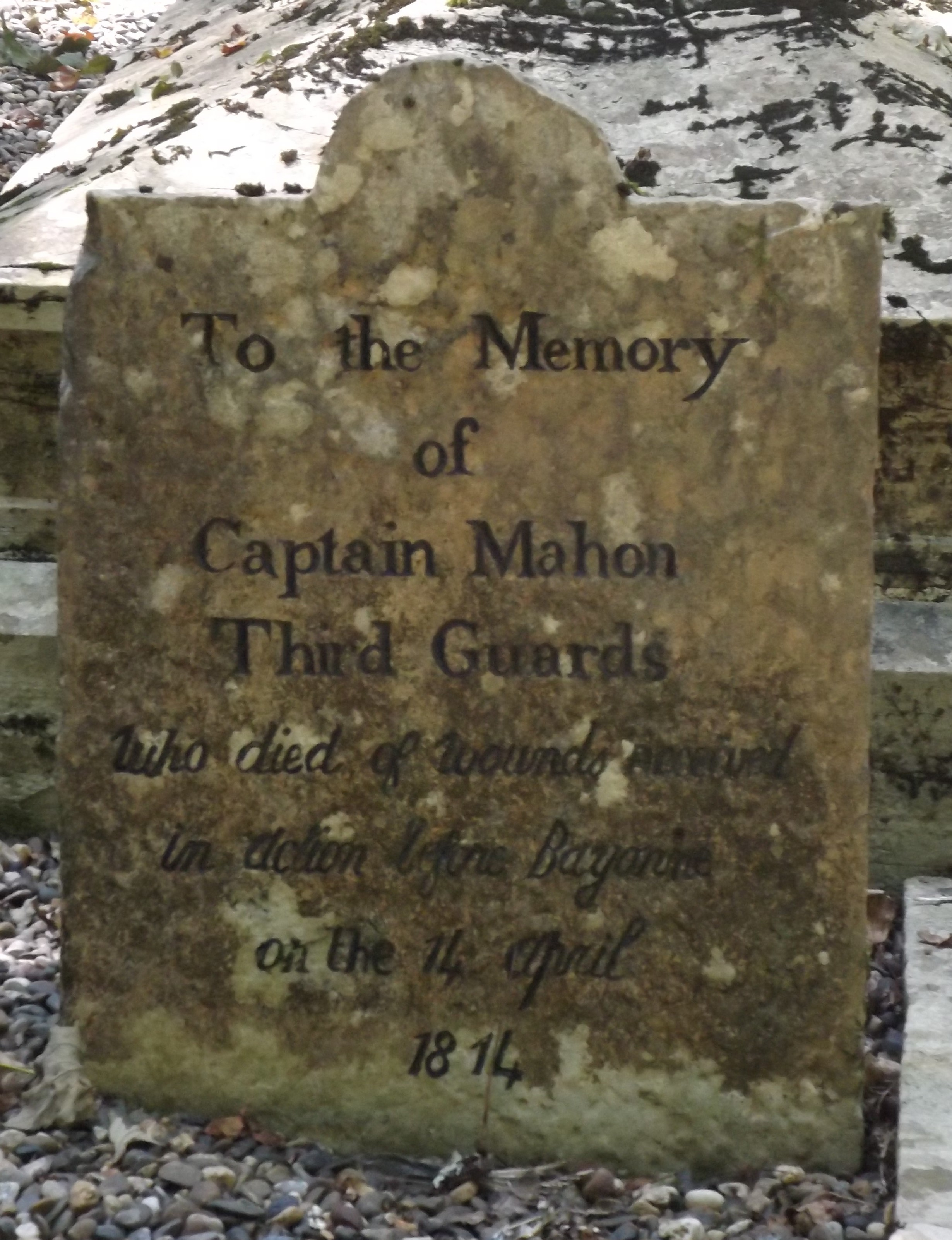
Надгробье капитана Махона
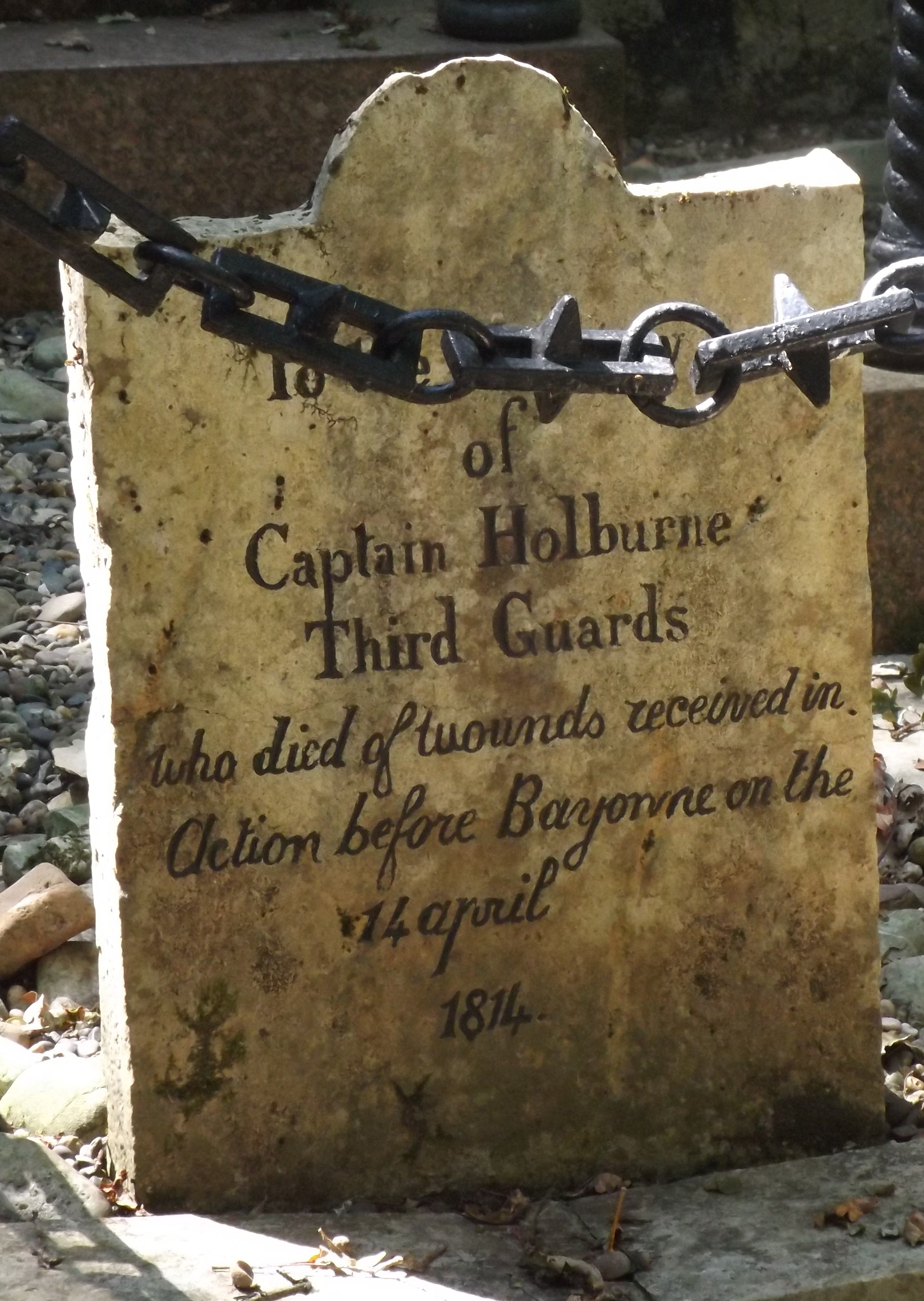
Надгробье капитана Холберна
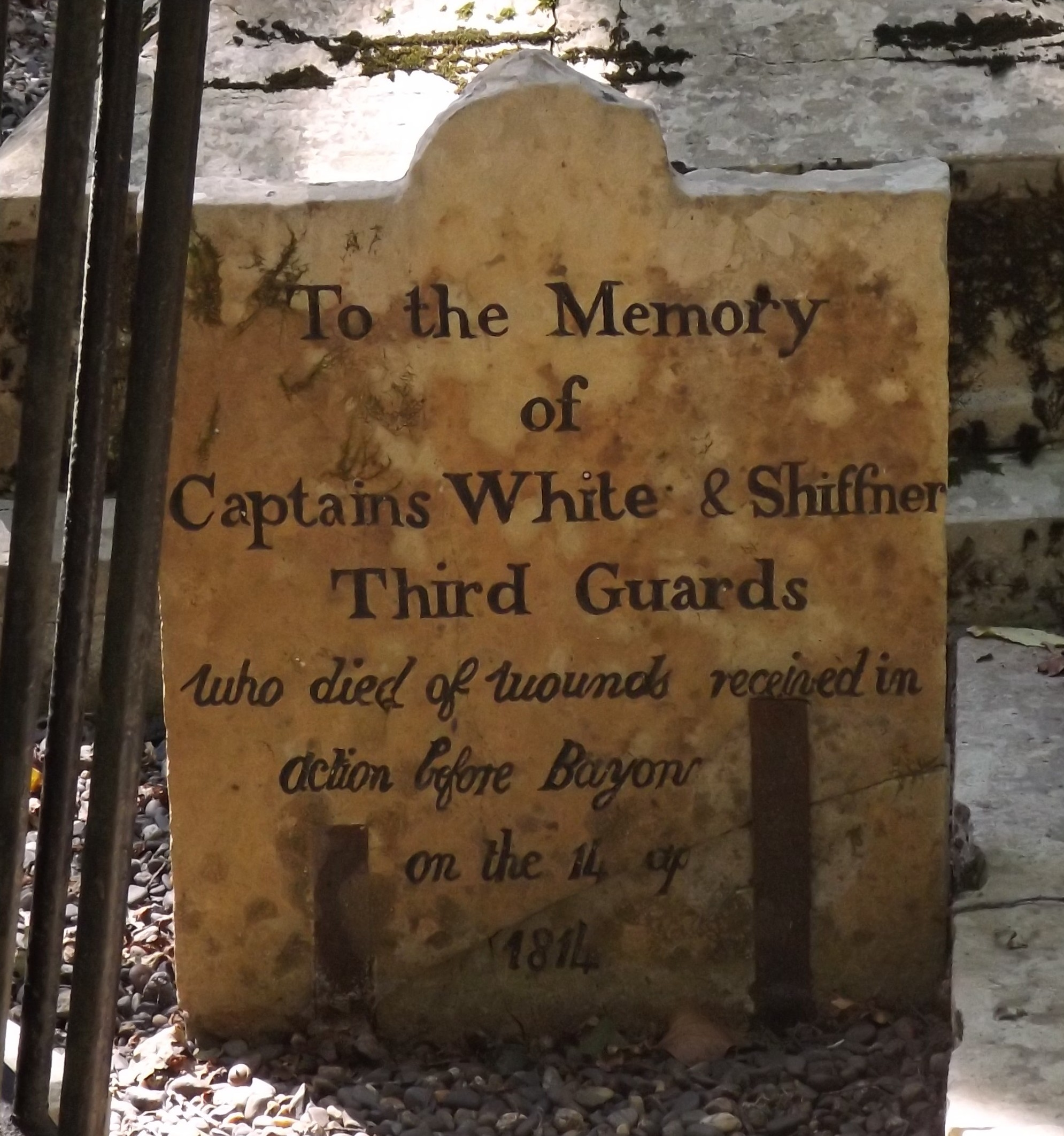
Надгробье капитанов Уайта и Шиффнера

- Главная стела
- Стела 1814 года, была заново установлена в 1881 году
- Мемориальная доска о визите королевы Виктории в 1889 году
- Мемориальная доска о визите Эдуарда VII в 1909 году
- Мемориальная доска в память П.-А. Хёрта, эсквайра, восстановившего ограду

- На кладбище Третьей гвардии похоронены четыре британских офицера.

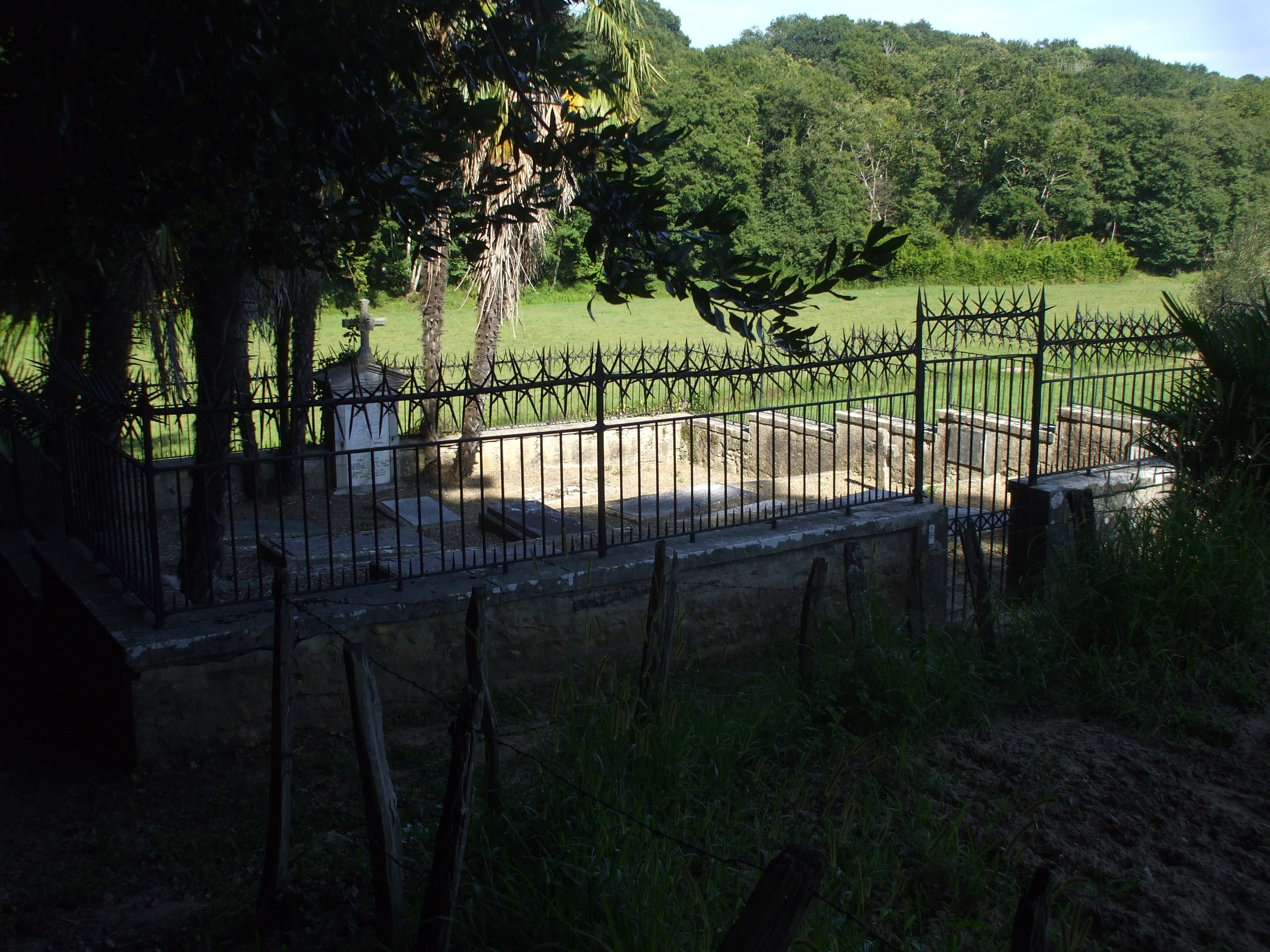
Вид кладбища
- Три гробницы, обелиск и дуб
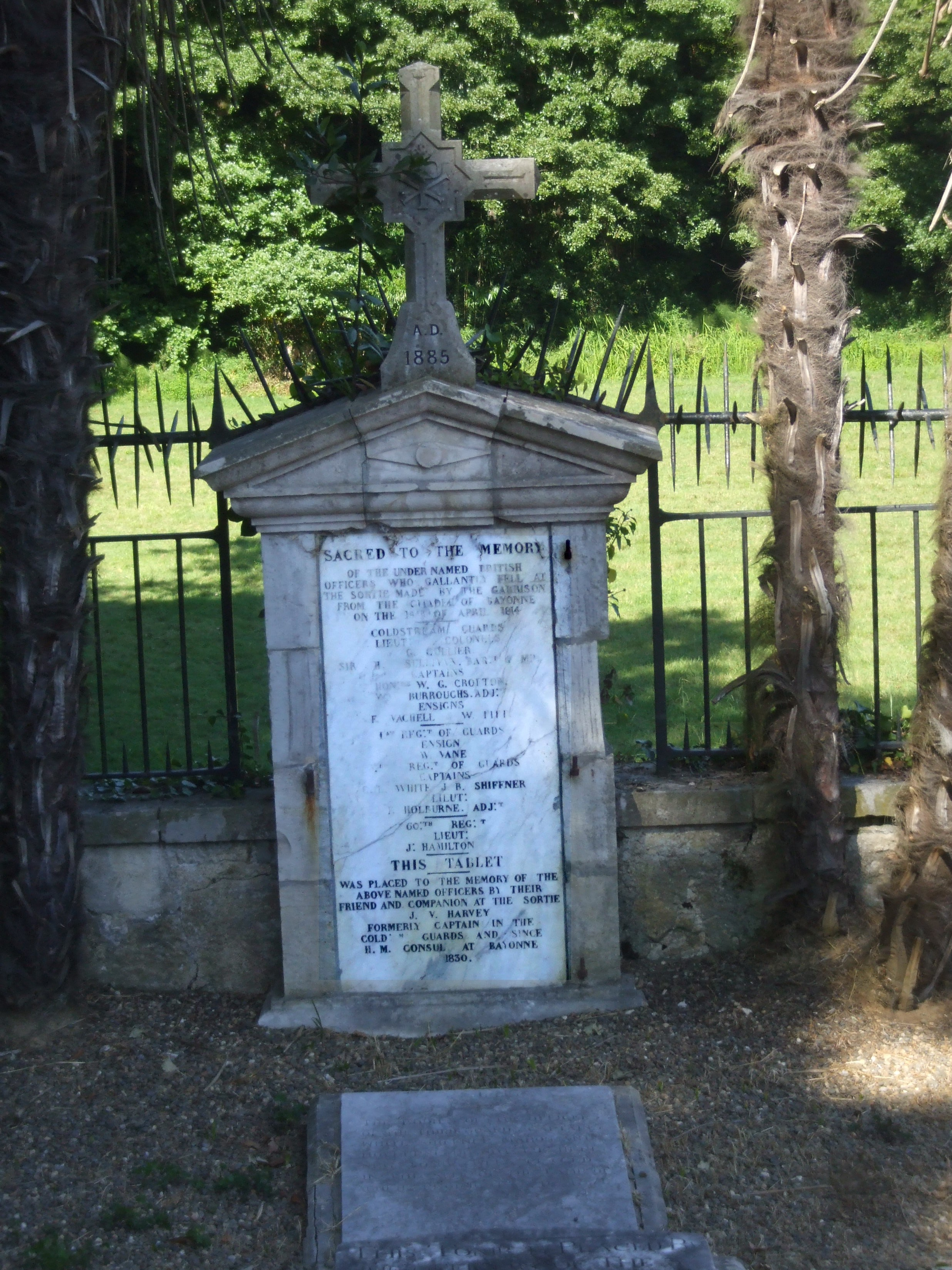
Стела
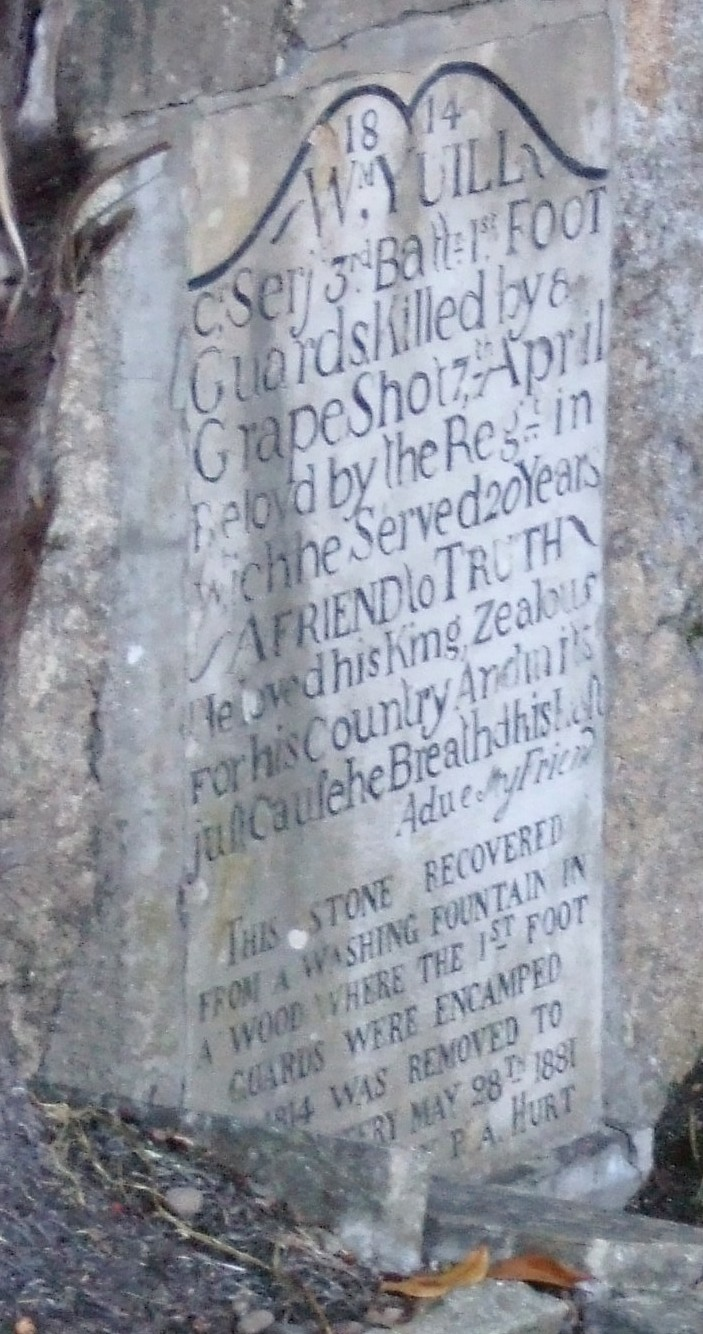
Стела 1814 года, была заново установлена в 1881 году
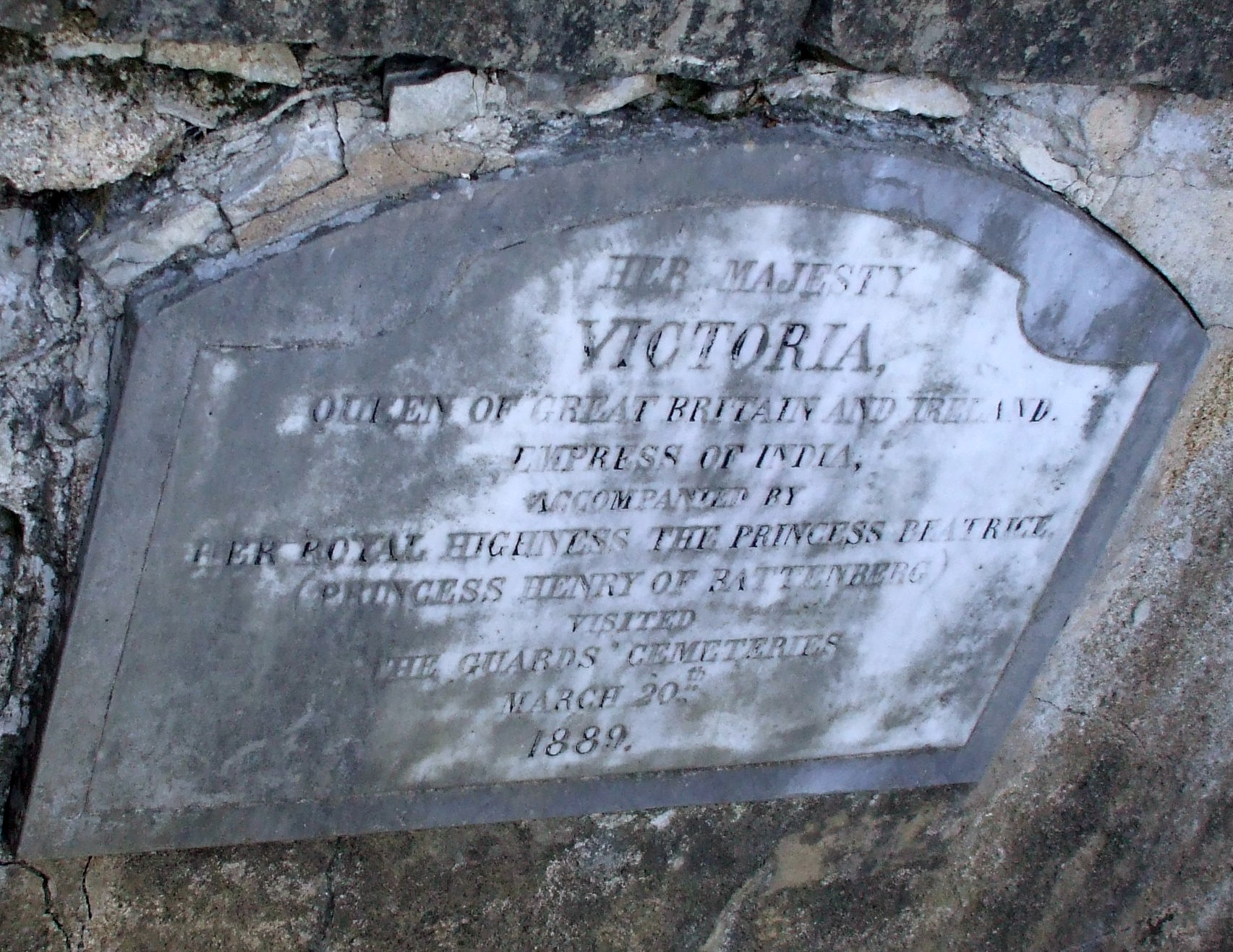
Мемориальная доска о визите королевы Виктории в 1889 году
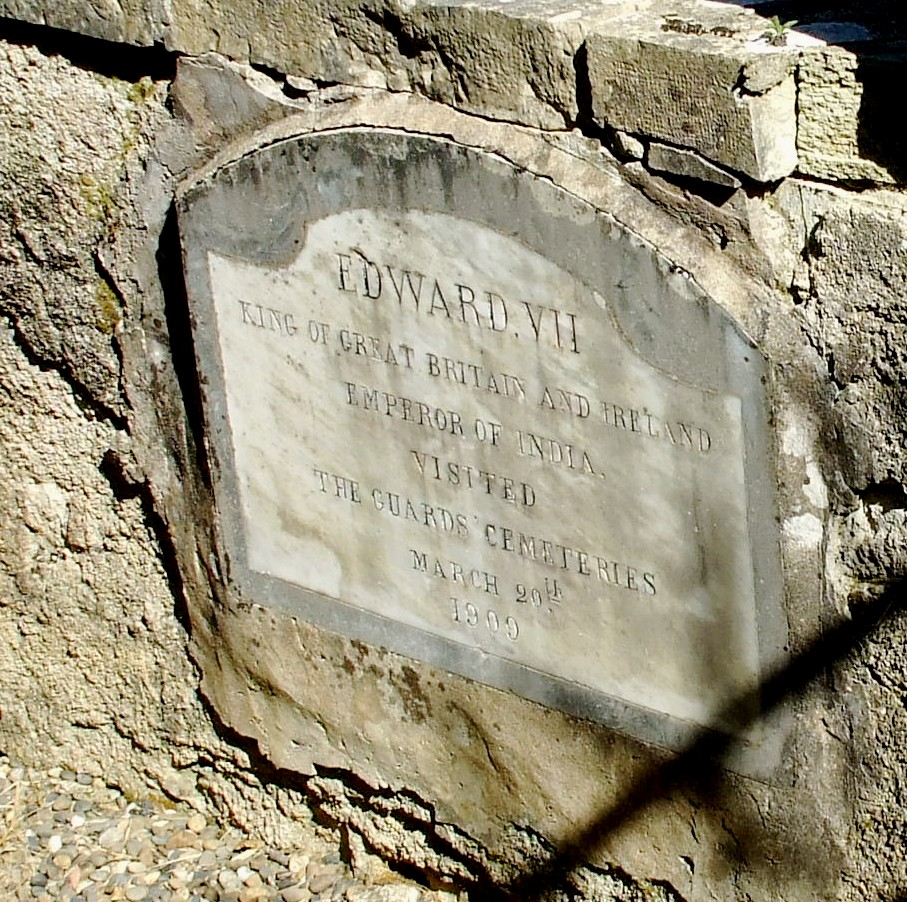
Мемориальная доска о визите Эдуарда VII в 1909 году
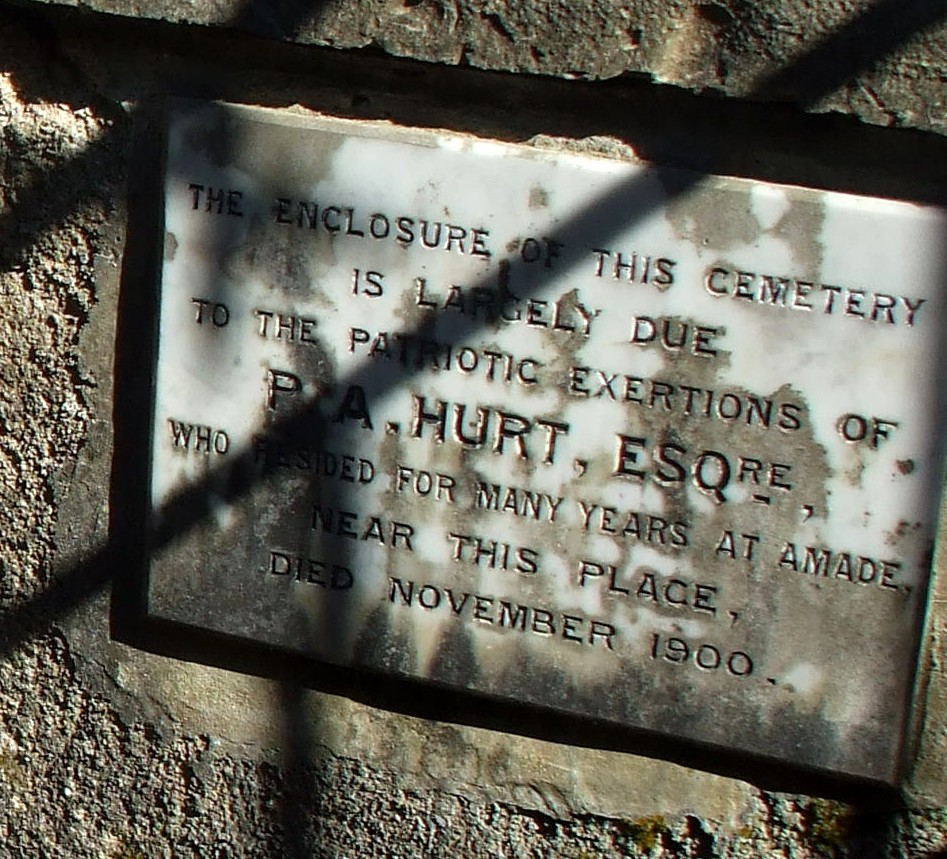
Мемориальная доска в память П.-А. Хёрта, эсквайра, восстановившего ограду

- Надпись на дубе
- Надгробье капитана Махона
- Надгробье капитана Холберна
- Надгробье капитанов Уайта и Шиффнера